# Grochowo (województwo kujawsko-pomorskie)
Grochowo – osada w Polsce położona w województwie kujawsko-pomorskim, w powiecie tucholskim, w gminie Kęsowo nad jeziorem Grochowskim.
W latach 1975–1998 miejscowość administracyjnie należała do województwa bydgoskiego. Według Narodowego Spisu Powszechnego (III 2011 r.) liczyła 64 mieszkańców. Jest najmniejszą miejscowością gminy Kęsowo.